# Gabriela Bravo Sanestanislao
Gabriela Bravo Sanestanislao (el Ràfol de Salem, 1963) és una jurista i fiscal valenciana, ha estat vocal del Consell General del Poder Judicial (2008-2013), consellera Justícia, Administració Pública, Reformes Democràtiques i Llibertats Públiques de la Generalitat Valenciana (2015-2023) i diputada a les Corts Valencianes en les legislatures X i XI.

## Biografia
Llicenciada en Dret per la Universitat de València en 1986, va ingressar en 1989 en la carrera fiscal. Després d'obtindre destinació a Cadis, en 1991 va ser destinada a la Fiscalia del Tribunal Superior de Justícia de la Comunitat Valenciana com a fiscal de Menors. En 2005 va ingressar en la Unió Progressista de Fiscals, on va assumir la presidència en 2007 fins a setembre de 2008, quan va ser nomenada per unanimitat vocal i portaveu del Consell General del Poder Judicial fins a la fi del mandat en 2013.
Després de l'arribada de Ximo Puig a la presidència de la Generalitat Valenciana el juny de 2015 és nomenada consellera de Justícia en el govern de coalició format pel PSPV, Compromís i Podem. Gabriela Bravo forma part d'aquest govern en qualitat d'independent.

### Consellera de la Generalitat Valenciana
L'any 2015 es produeix un canvi de govern a la Generalitat Valenciana amb l'acord entre el PSPV-PSOE i Compromís que facilita l'arribada del socialista Ximo Puig a la presidència del Consell de la Generalitat. Bravo és nomenada consellera de Justícia, Administració Pública, Reformes Democràtiques i Llibertats Públiques a proposta del PSPV. Va revalidar la responsabilitat en la següent legislatura ara amb el nom de consellera de Justícia, Interior i Administració Pública.
Bravo, com a responsable de funció pública, es va posicionar en contra de l'exigència del requisit lingüístic en valencià per al conjunt del funcionariat de la Generalitat el que va suposar un element de polèmica amb l'altre partit amb qui compartia govern: Compromís. Finalment s'anuncià un acord entre la seua conselleria i la d'Educació i Cultura dirigida per la consellera Raquel Tamarit (Compromís) per tal que la Llei de Funció Pública incloguera aquest requisit però amb la salvaguarda que serà a través d'un reglament posterior on es regularà el nivell i grau de coneixement per a cada escala funcionarial.
Aquesta llei va rebre moltes crítiques d'entitats i organitzacions com Escola Valenciana, Acció Cultural del País Valencià i Plataforma per la llengua així com els sindicats majoritaris (CCOO-PV, Intersindical i UGT) per considerar la norma insuficient per tal de garantir la competència lingüística.
La consellera Bravo també va protagonitzar un intens debat amb la vicepresidenta i consellera d'Igualtat, també de Compromís, Mónica Oltra per les diferents visions vers el feminisme en el qual Gabriela Bravo es defineix com a abolicionista de la prostitució. El posicionament de la consellera Bravo com a feminista radical també va rebre les crítiques dels col·lectius trans.
Va aconseguir l'escó de diputada a les llistes del PSPV a les eleccions a les Corts Valencianes de 2019 i 2023 mantenint la condició d'independent. La pèrdua de majoria del bloc d'esquerres al parlament va suposar que Bravo perdera la condició de consellera però el líder socialista Ximo Puig va apostar per ella per ocupar un lloc a la mesa de les Corts com a vicepresidenta segona. El fet que ocupara el lloc mentre exercia de consellera en funcions va generar polèmica per una possible incompatibilitat de càrrecs. Finalment va dimitir del càrrec de consellera el 7 de juliol de 2023.